# Luigi Rocco (politico 1894)
Luigi Rocco (Napoli, 1º giugno 1894 – 3 febbraio 1951) è stato un politico italiano.

## Biografia
Laureato in giurisprudenza, divenne avvocato e notaio. Fu il primo sindaco del dopoguerra di Casoria. Era cugino del deputato Tommaso Leonetti.
Esponente della Democrazia Cristiana, fu deputato della I legislatura della Repubblica Italiana. Subentrò in Parlamento il 1º dicembre 1949 in sostituzione del deceduto Ugo Rodinò. Lo stesso Rocco morì circa 15 mesi dopo, nel febbraio 1951; gli subentrò a Montecitorio Pietro Lombari.